# 吳蘭 (東漢)
吳蘭（？—218年），東漢末年劉備麾下將軍。於下辯遭曹軍進攻而戰敗，後遭氐人強端所殺。

## 歷史
當初劉備欲與曹操爭奪漢中，問計於周羣，周羣答：「就算得到地方，未得其民心。若出偏軍，必不利，當戒慎之！」當時州後部司馬蜀郡張裕也諫劉備：「不可爭漢中，出軍必不利。」劉備最终不聽張裕所說，果然取得地方而不得民心。遣將軍吳蘭、雷銅等入武都，都戰死。
217年（建安二十二年），劉備遣張飛、馬超、吳蘭等屯下辯；曹操遣曹洪征討，以曹休為騎都尉，曹洪為軍事統領。曹操對曹休說：「你雖為參軍，實為統帥。」曹洪聞此令，亦委軍事於曹休。
218年（建安二十三年）春，劉備遣張飛屯固山，欲斷軍後。曹軍眾議狐疑，曹休曰： 「張飛真的斷後路，應該會伏兵潛行。現在乘張聲勢，因為未能斷我方後路。現在乘其未集結,應快速擊破吳蘭，吳蘭破則張飛自然會撤退。」曹洪從之，與張既大破吳蘭於下辯，斬其將任夔、雷銅等。吳蘭被陰平氐強端所殺，傳其首回長安。

## 小說
於中國古典小說《三國演義》中，大致與《三國志》描述相同，唯其於演義中系从刘璋手下来降，且系於斜谷被曹操之子曹彰所斬。

## 記載
建安二十三年（218年）春正月，先主率諸將進兵漢中，分遣將軍蘭、雷銅等入武都，魏將曹彰破蘭，斬其將任夔等。三月，張飛、馬超走漢中，陰平氐強端斬蘭，傳其首。